# Natalia Ginzburg
Natalia Ginzburg, född Levi den 14 juli 1916 i Palermo, död 7 oktober 1991 i Rom, var en italiensk författare som i sina verk utforskade familjerelationer, politik och filosofi.
Natalia Levi föddes på Sicilien men tillbringade det mesta av sin ungdom i Turin. Hon publicerade sin första berättelse, I Bambini, 1933 i tidskriften Solaria. 1938 gifte hon sig med Leone Ginzburg, och använde därefter namnet Natalia Ginzburg (ibland även stavat Ginzberg) när hon gav ut sina verk. Hennes första roman, La strada che va in città (Vägen som går till staden) gavs dock ut under pseudonymen Alessandra Tornimparte 1942, under det fascistiska Italiens mest antisemitiska period.
Ginzburgs far, Giuseppe Levi, var av judisk härkomst. Hennes mor, Livia Tanzi, var katolik. Trots att Ginzburg kunde leva ganska fritt utan trakasserier under andra världskriget, tvingades hennes man att tillbringa mycket tid i en by i Abruzzo. Som oppositionella till den fascistiska regimen, reste hon och hennes man i hemlighet till Rom och gav ut en antifascistisk tidning, tills Leone Ginzburg arresterades och mördades i fängelse 1944.
Ginzburg ägnade en stor del av 1940-talet åt att arbeta för förläggaren Einaudi i Turin; hennes andra roman, È stato così (Så var det),  publicerades 1947. 1950 gifte hon sig med Gabriele Baldini. Detta var början på den mest kreativa perioden i Ginzburgs litterära karriär, då hon publicerade de flesta av sina mest kända verk. Hon hade 1963 en stor framgång med Lessico famigliare (Familjelexikon) och vann Stregapriset. Den berättar om hennes familj och vänner från 20- till 50-talen.  Hennes andra make dog 1969.
Hon skrev även teaterpjäser och medarbetade med artiklar och essäer i många tidskrifter och tidningar. Vidare arbetade hon  som översättare och översatte bl.a. den första delen av Marcel Prousts À la recherche du temps perdu till italienska 1946 med titeln La strada di Swann. Hon spelade rollen som Maria från Betania i Pier Paolo Pasolinis film Matteusevangeliet 1964.
Hon intresserade sig under hela sitt liv för politik och var under en period medlem av italienska kommunistpartiet. 1983 valdes hon in i italienska parlamentet.
Tillsammans med Leone Ginzburg fick hon tre barn, varav sonen Carlo Ginzburg blev historiker.

## Svenska översättningar
- Alla våra gårdagar (Tutti i nostri ieri) (översättning Karin Alin, Norstedt, 1956)
- Kvällens röster (Le voci della sera) (översättning Åsa Styrman, Bonnier, 1965, nyöversättning Johanna Hedenberg, Bonnier, 2023)
- Kära Michele (Caro Michele) (översättning Karin Alin, Tiden, 1974)
- Familjen (Lessico famigliare ) (översättning Ingalisa Munck, Bromberg, 1981)
- Att bo i världen: essäer och artiklar (Ur Le piccole virtú) (urval och översättning: Vibeke Emond och Gunnel Mitelman) (Perla, 2010)
- Familjelexikon (Lessico famigliare) (nyöversättning: (Johanna Hedenberg) (Bonniers, 2021)
- Små dygder (Le piccole virtù) (nyöversättning: (Vibeke Emond, Gunnel Mitelman, Niclas Hval) (Bonniers, 2021)

## Priser och utmärkelser
- Stregapriset 1963
- Baguttapriset 1984